# رونالد لانكستر
رونالد لانكستر (بالإنجليزية: Ronald Lancaster)‏ هو كيميائي بريطاني، ولد في 1931 في هدرسفيلد في المملكة المتحدة.